# Rue Albert-Camus
Pour les articles homonymes, voir Albert Camus et Camus.
La rue Albert-Camus est une voie du 10e arrondissement de Paris, en France.

## Situation et accès
La rue Albert-Camus est une voie publique située dans le 10e arrondissement de Paris. Elle débute au 7, place du Colonel-Fabien et se termine place Robert-Desnos.

## Origine du nom
La rue tire son nom de l'écrivain et philosophe Albert Camus (1913-1960).

## Historique
La voie est créée dans le cadre de l'aménagement de la ZAC Jemmapes-Grange-aux-Belles, sous le nom provisoire de « voie P/10 » et prend sa dénomination actuelle le 26 novembre 1984.
La ZAC Jemmapes-Grange-aux-Belles a été construite en 1978 par les architectes Jacques Labro et Jean-Jacques Orzoni.
La rue reprend le tracé d’un axe, prévu en 1936, qui devait relier la gare de l’Est à la place du Colonel-Fabien.

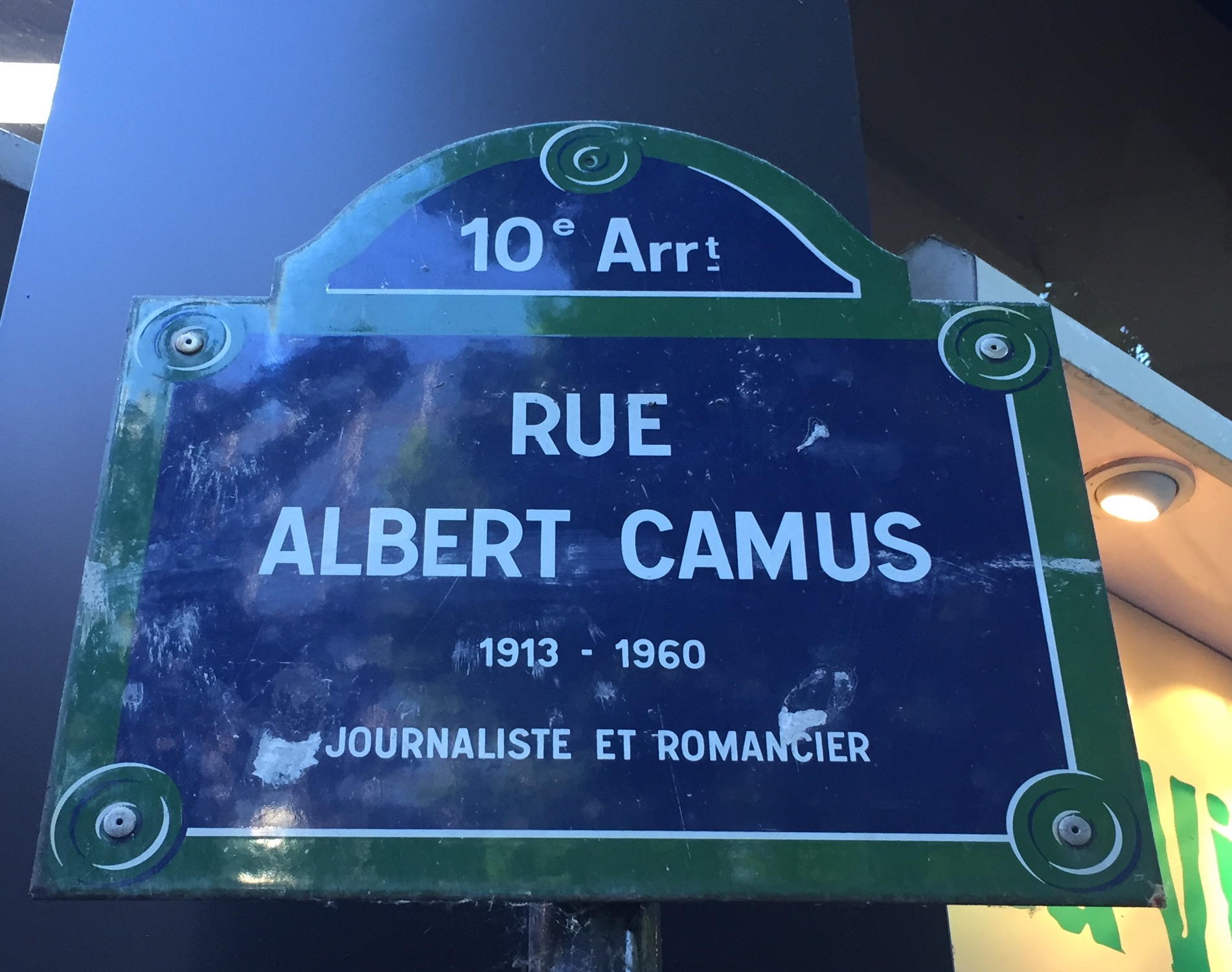
Plaque de rue de la rue Albert-Camus.
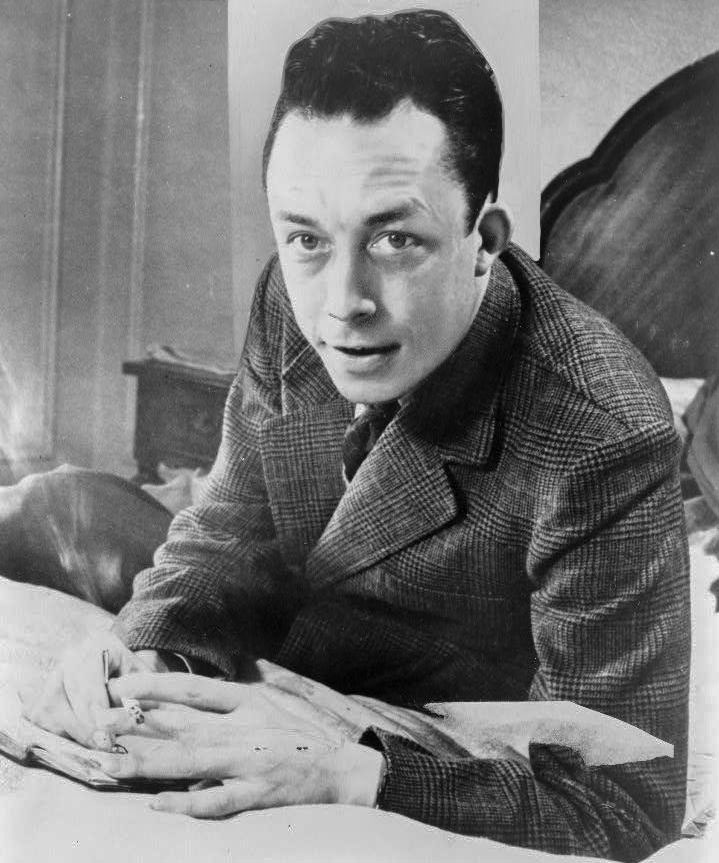
Albert Camus en 1957.
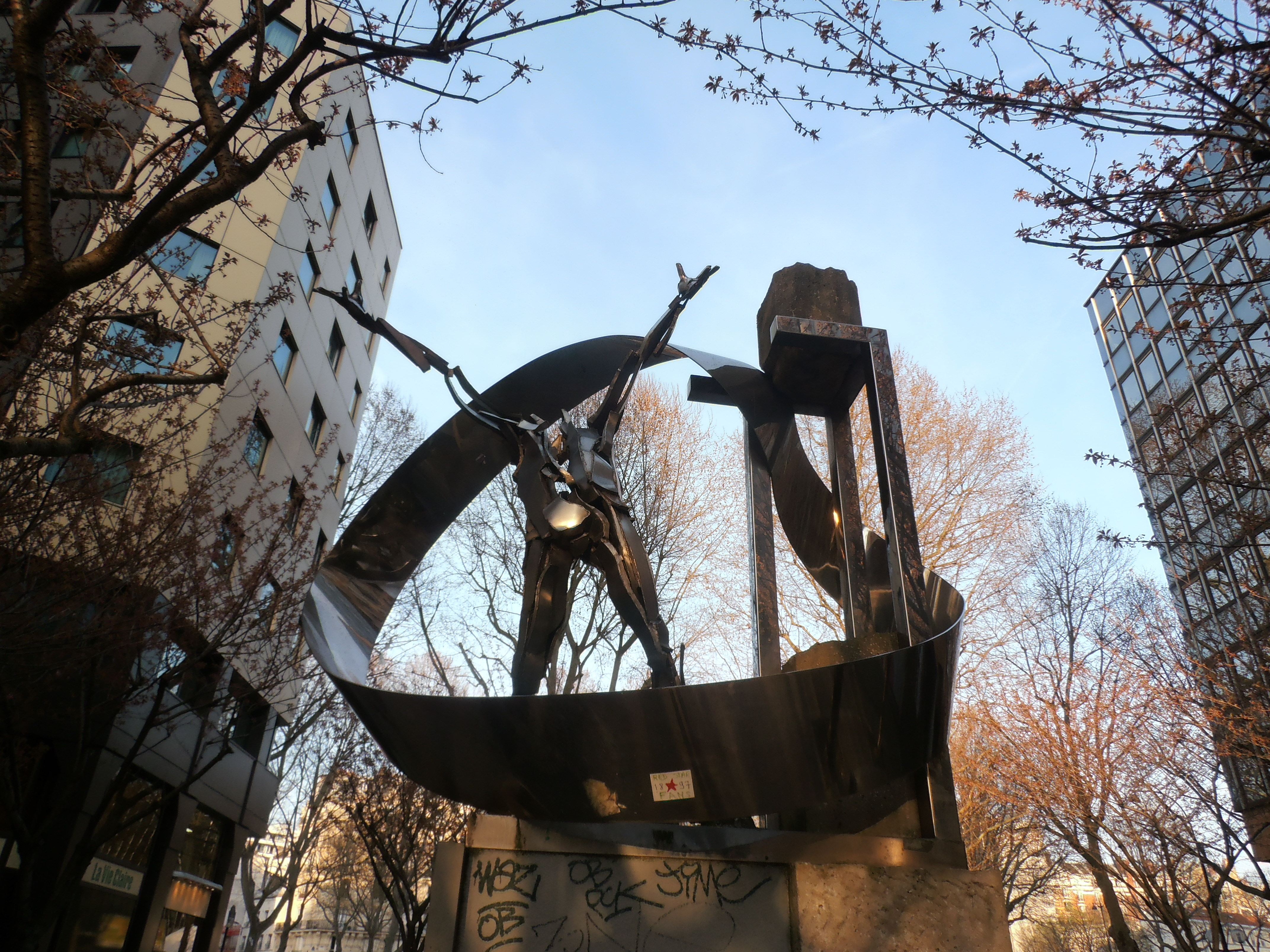
Sculpture À Albert Camus, à l'entrée de la rue Albert-Camus (sculpteur Michel Poix).